# Зарядная машина
Смесительно-зарядная машина (зарядно-смесительная машина, смесительно-зарядная установка) — (англ. charger, charge loader) устройство для механизированной подачи гранулированных, патронированных и текучих (водосодержащих) взрывчатых веществ в зарядные плоскости (скважины, шпуры, котлы, камеры) при открытых и подземных горных выработках, а также для приготовления взрывчатых веществ в процессе заряжания. Сокращенно СЗМ.
СЗМ - техника для объектов открытой горной добычи. Машина предназначена для раздельной транспортировки невзрывчатых компонентов (эмульсии и раствора нитрата натрия), загружаемых на стационарном пункте,  к местам производства взрывных работ, изготовления из них эмульсионного взрывчатого вещества и заряжания приготовленным ЭВВ сухих и обводненных скважин на открытых горных разработках. 
Российский рынок СЗМ представлен несколькими крупными производителями:
1. СТМ (СпецТрансМаш), г. Новокузнецк производит СЗМ с самыми адаптированными характеристиками, которые подходят даже к суровому климату Сибири и Дальнего востока. По мимо продажи оборудования, также организованно сервисное обслуживание как своего оборудования, так и оборудования клиента в связи с их удаленностью от места производства работ.
2. НАО «НИПИГОРМАШ», чье оборудование, эксплуатируется на горно-добывающих предприятиях России, Украины, Казахстана.
3. АО «НИТРО СИБИРЬ» на рынке представлена около 30 лет
4. ООО «АЗОТТЕХ» на рынке 14 лет модельный ряд представлен двумя линейками СЗМ

## Характеристики зарядных машин
- производительность — до 3м
- загрузка — до 100кг/мин
- длина транспортера: шланг — до 250 м, трубопровод — до 50м
- Шасси используются от завода изготовителя автомобилестроения
- Диаметр условного прохода зарядного рукава — 63 мм
- Привод рабочих органов в большинстве своем — гидравлический
- Габаритные размеры (Д, В, Ш), не более 8,4х2,55х3,54 м
- Масса машины (полная), не более 29 500 кг
- Масса машины (снаряженная), не более 18 500 кг
- * — по желанию Заказчика объем емкости и шасси могут быть изменены

## Применение зарядных машин
- механизированная подача гранулированных, патронированных и текучих (водосодержащих) взрывчатых веществ в скважины, шпуры, котлы, камеры и т. д.
- приготовление взрывчатых веществ в процессе заряжания
- Машина предназначена для раздельной транспортировки невзрывчатых компонентов (эмульсии и раствора нитрата натрия), загружаемых на стационарном пункте,  к местам производства взрывных работ, изготовления из них эмульсионного взрывчатого вещества и заряжания приготовленным ЭВВ сухих и обводненных скважин на открытых горных разработках.

## Рабочие инструменты зарядных машин
- транспортная база
- ёмкость для взрывчатых веществ или его компонентов
- устройство для подачи взрывчатых веществ из ёмкости в скважину
- смесительные устройства
- системы управления
- системы контроля

## Условия эксплуатации машин
- Предельная температура эксплуатации навесного оборудования, С -40…+40(-50*);
- Относительная влажность воздуха, % до 90;
- Атмосферное давление, мм. рт.ст. 630.800;
- Вибрационные нагрузки частотой, Гц 50-250;
- Ускорение (замедление), м/с 5;
- Степень пыле-влаго-защиты датчиков  и исполнительных не ниже IP 65;
- Механизмов (ГОСТ 14254-96).

## Маркировка зарядных машин
- СМСЗУ 5К-14, СМСЗУ 2К-11, СМСЗУ 2К-16
  - С — самоходная
  - М — механизированная
  - С — смесительно
  - З — зарядная машина
  - У — климатическое исполнение
  - 5К— пяти компонентная, 2К— двух компонентная, 2К— двух компонентная
  - 14 — Вес всех компонентов (тонн), 11 — Вес 2-х компонентов (тонн), 16 — Вес 2-х компонентов (тонн).

## Классификация зарядных машин
по способу передвижения
- самоходная зарядная машина
- передвижная (переносная) зарядная машина